# Група доставки SEAL

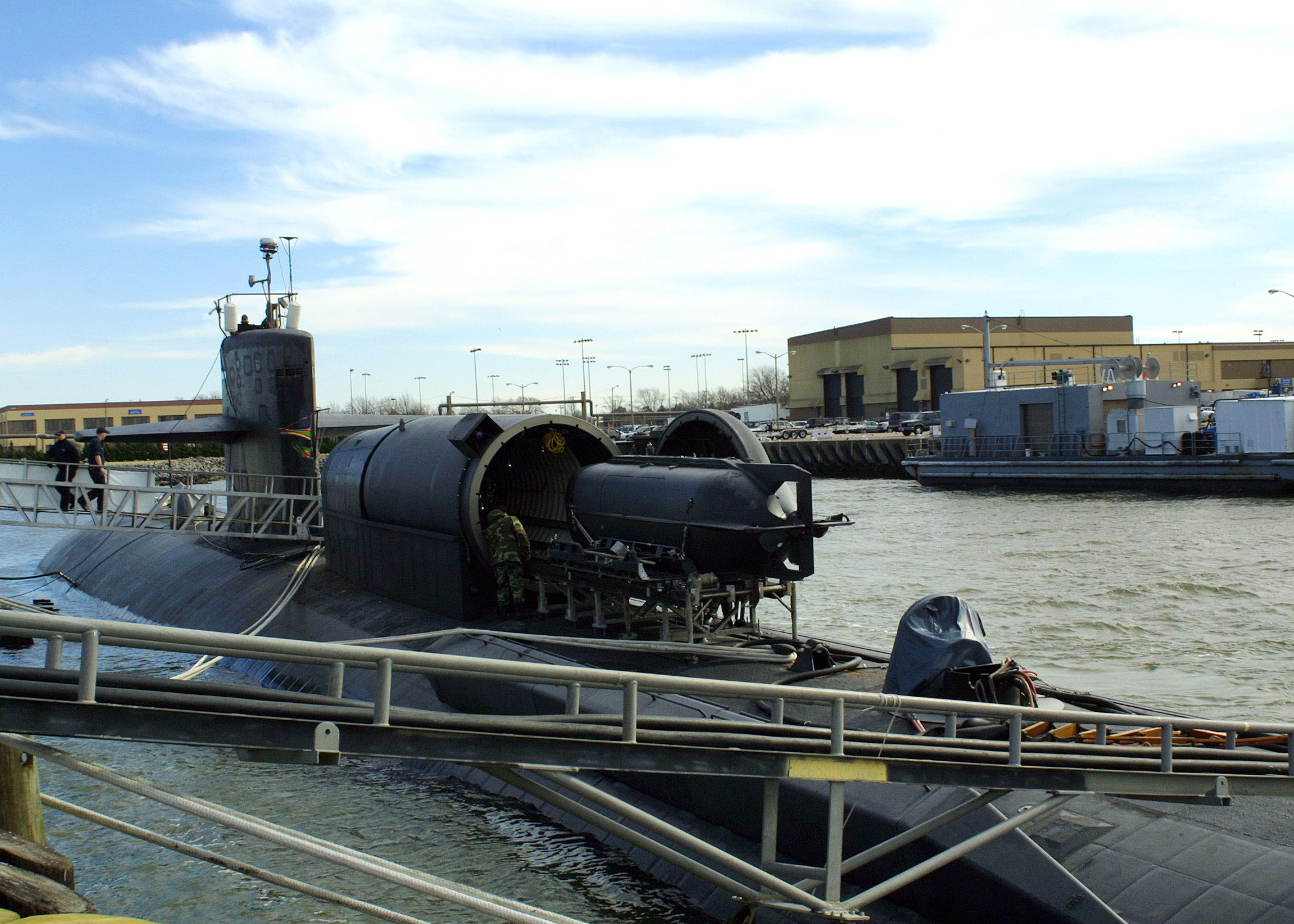
Завантаження спеціального судна доставки «SDV» групою на борт ударного підводного човна USS «Даллас». 6 лютого 2006

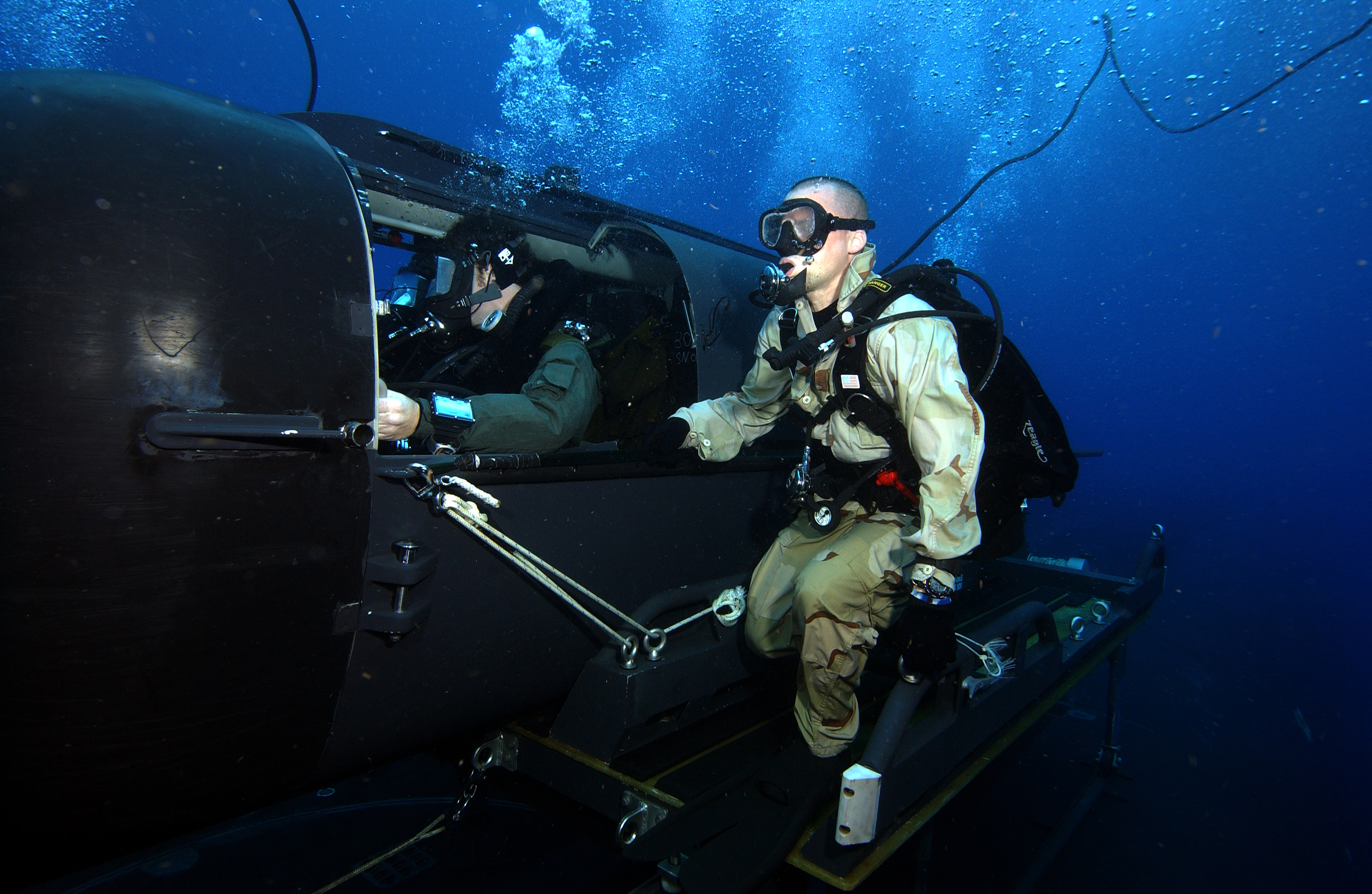
Тренування бойових плавців з 2-ю групою доставки SEAL на спеціальному судні в сухий док атомному підводному човні USS «Флорида». 27 липня 2007

Група доставки SEAL (англ. SEAL Delivery Vehicle Teams або англ. SDVT) — оператори ССО Сил військово-морських спеціальних операцій ВМС США, що виконують завдання з доставки операторів-бойових плавців SEAL для проведення ними спеціальних операцій, а також для підтримки та забезпечення підрозділів спецоперацій при виконанні ними завдань.

## Призначення
Групи доставки SEAL призначені для забезпечення спеціальних операцій, що проводяться морськими котиками, і оперують надмалими підводними човнами Mk VIII Mod 1 SDV для прихованого наближення до визначеного об'єкта під водою. Мінічовен рухається під водою за допомогою електричного двигуна і може здійснити інфільтрацію/ексфільтрацію до району завдання до 6 озброєних та відповідно оснащених бойових плавців.
Також група операторів човнів може доставити магнітні міні або інші вибухові речовини до кораблів та суден, що стоять на якорі; вести підводну розвідку й залучатися до прихованого наближення у воді до цілі під час проведення антитерористичної операції.

## Групи доставки SEAL
| Відзнака | Формування                                          | Регіон дії | Дислокація           | Склад    | Примітки |
| -------- | --------------------------------------------------- | ---------- | -------------------- | -------- | -------- |
|          | 1-ша група доставки SEAL (англ. SDV Team 1 (SDVT-1) | Глобальний | Коронадо, Каліфорнія | 4 взводи |          |
|          | 2-га група доставки SEAL (англ. SDV Team 2 (SDVT-2) | Глобальний | Літл-Крик, Вірджинія | ?        |          |

## Відео
- Mk.8 SEAL Delivery Vehicle (SDV) [Архівовано 27 березня 2016 у Wayback Machine.]
- Subsurface Special Operations: Seal Delivery Vehicle [Архівовано 4 квітня 2016 у Wayback Machine.]